# Heinrich Springer
Heinrich Springer (Kiel, 3 novembre 1914 – Oelixdorf, 27 ottobre 2007) è stato un militare tedesco, ufficiale delle Waffen-SS durante la seconda guerra mondiale.